# 水北阁
29°52′25.033″N 121°32′6.306″E / 29.87362028°N 121.53508500°E
水北阁位于中国浙江省宁波市海曙区，为徐时栋的私人藏书楼。水北阁最初位于西门外花池巷18号，始建于同治三年（1864年）六月，1984年10月26日被列入海曙区文物保护单位。1993年，出于保护目的，水北阁迁建至天一阁博物馆内。1999年，水北阁成为中国地方志珍藏馆。

## 历史

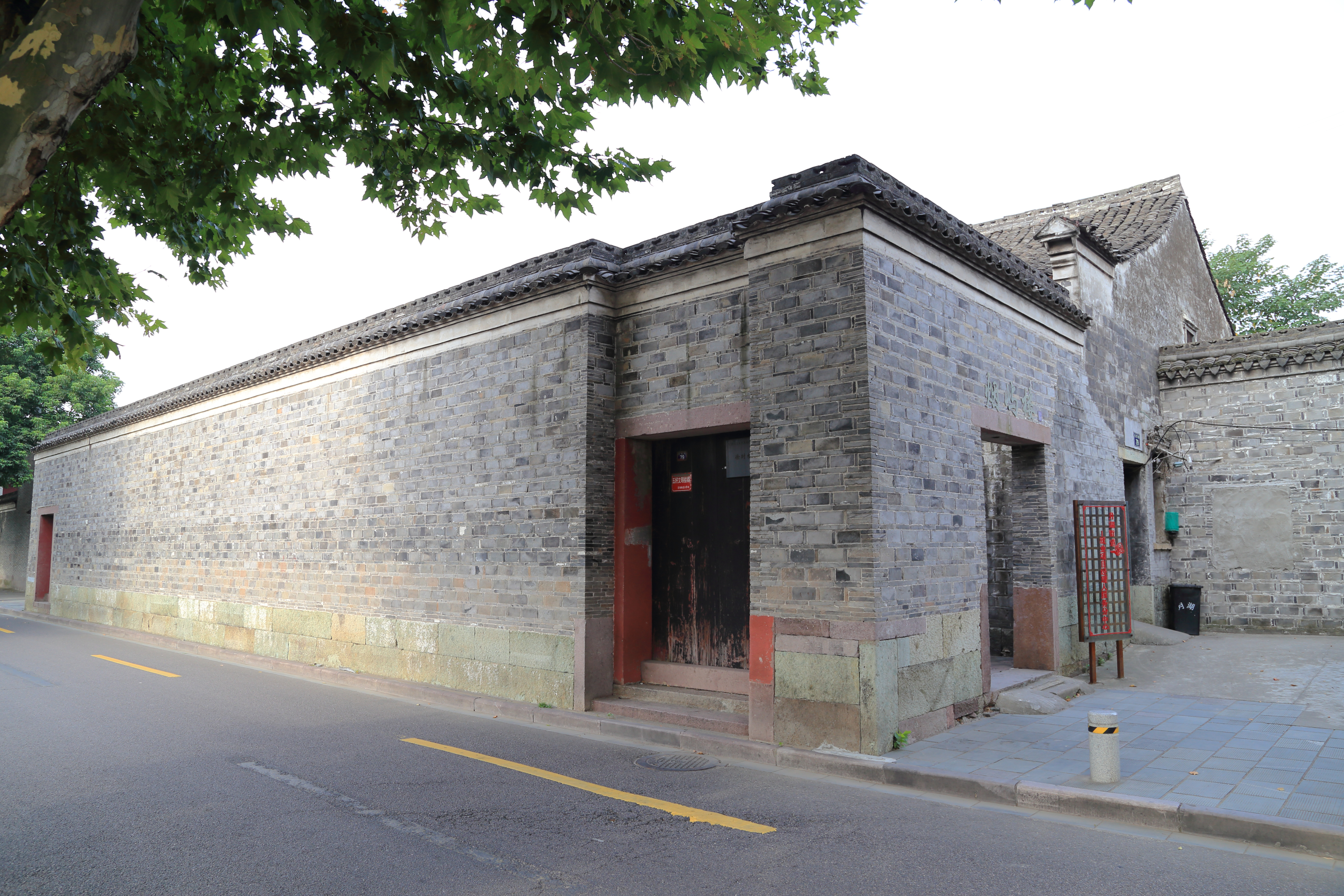
恋湖楼（又名烟屿楼）

徐时栋最初的藏书楼位于月湖恋湖楼（又称烟屿楼），但因咸丰十一年（1861年）太平天国军队攻宁波，烟屿楼内藏书大部分被盗窃或焚毁。同治元年（1862年）徐时栋迁居宁波西门外，将藏书楼命名为城西草堂，但于同治二年（1863年）十一月二十九日被大火将书与楼一并焚毁。同治三年（1864年）六月，在城西草堂旧址建立水北阁，有河将水北阁与住宅隔开，意在防火，由陈劢书匾。同治八年（1869年），徐时栋将鄞县志局移至水北阁。宣统三年（1911年），水北阁30大柜藏书被售给上海书商，至此水北阁藏书全部散失，后水北阁成为徐氏后人居所。1984年10月26日，水北阁被公布为海曙区文物保护单位。1993年，宁波市政府借宁波市旧城改造的机会决定将水北阁从海曙区西门外花池巷18号迁至天一阁建设控制范围内，并将全屋落架，于1996年在天一阁南园原状复原。1999年，水北阁成为中国地方志珍藏馆。

## 建筑结构

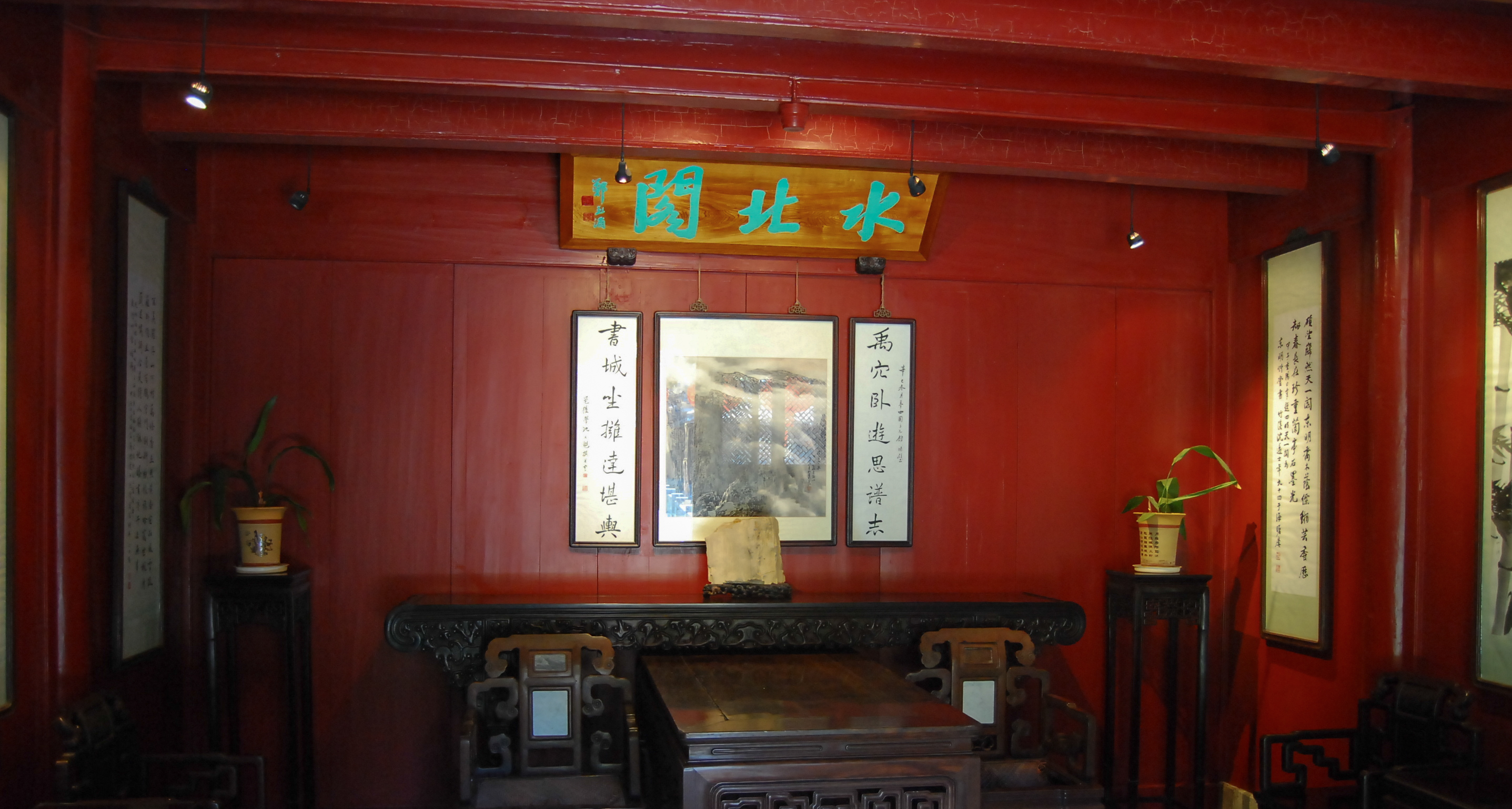
水北阁内部

水北阁坐南朝北，现占地242.2平方米，建筑面积523.3平方米，为两层三开间间一弄木结构建筑。